# Сергина (Сорокинський район)
Се́ргина (рос. Сергина) — присілок у складі Сорокинського району Тюменської області, Росія.
Населення — 30 осіб (2010, 52 у 2002).
Національний склад станом на 2002 рік:
- росіяни — 75 %